# 제시 (배우)
제시(ジェシー, 1996년 6월 11일 ~ )는 일본의 배우이며, 쟈니즈 Jr. 내 유닛 SixTONES의 멤버이다.
도쿄도 출신. STARTO ENTERTAINMENT 소속.

## 내력
2006년 9월, 당시 같은 가라테 도장에 다니던 쟈니즈 Jr. 조이 티에 권유로 쟈니즈 사무소에 입소.
2012년 12월, 2013년 1월기의 텔레비전 드라마 《비브리아 고서당의 사건 수첩》에의 출연 결정을 기회로 〈루이스 제시〉로부터 〈제시〉로의 개명을 발표.

## 인물
- 부친은 미국인, 모친은 일본인[1]. 또 Hey! Say! JUMP의 이노오 케이는 먼 친척에 해당한다[4].

## 출연

### 드라마
- 사립 바카레아 고교 (2012년 4월 ~ 6월, 닛폰 TV) - 사토나카 유키 역
- 스프라우트 (2012년 7월 ~ 9월, 닛폰 TV) - 키타기리 하야토 역
- THE QUIZ (2012년 9월 1일, 닛폰 TV) - 주연·카사마 쇼타 역
- 비브리아 고서당의 사건 수첩 (2013년 1월 ~ 3월, 후지 TV) - 시노카와 후미야 역
- 가면 티처 (2013년 7월 ~ 9월, 닛폰 TV) - 쿠사나기 케이고 역
  - 금요 로드 쇼 가면 티처 과외 수업 SP (2014년 2월 14일)
- 핀토코나 (2013년 7월 ~ 9월, TBS) - 사카모토 하루히코 역
- 안도로이도~A.I.Knows LOVE?~ (2013년 10월 ~ 12월, TBS) - 에도가와 토무 역
- 오빠, 가챠 최종화 (2015년 3월 28일, 닛폰 TV)

### 영화
- 극장판 사립 바카레아 고교 (2012년 10월 13일, 쇼게이트) - 사토나카 유키 역
- 극장판 가면 티처 (2014년 2월 22일, 쇼게이트) - 쿠사나기 케이고 역
- 바닐라 보이 투모로우 이즈 어나더 데이 (2016년 9월 3일, 클록 워크스) - 주연·오오타 토모키 역
- 리볼버 릴리 (2023년 8월 11일, 토에이) - 조연·츠야마 요셉 키요치카 역

### 버라이어티
- R의 법칙 (2011년 12월 21일 ~ , NHK 교육 TV)
- 제너레이션 천국 (2013년 2월 8일 , 후지TV)
- 불꽃 체육회 TV 밀리언 스푼 2 (2013년 10월 19일, TBS)
- 가무샤라! (2014년 4월 12일 ~ 2016년 4월 3일, TV 아사히)

### CM
- 서티원 한여름의 눈사람 대작전! 캠페인 〈퍼레이드〉편 (2012년 7월 ~ 9월)
- AOKI 프레셔즈 응원 페어 〈입학식〉 편 (2014년)
- 시닥스 〈Heart & Smile 용기 프로젝트 2014〉 (2014년)

### 음악 프로그램
- 더 소년구락부 (2006년 ~ , NHK BS 프리미엄)

### 무대
- X'mas Show 2014 (2014년 11월 30일 ~ 12월 25일, 오사카 쇼치쿠좌)
- 2015 신춘 JOHNNYS' World (2015년 1월 1일 ~ 27일, 제국 극장)
- 타키자와 연무성 2016 (2016년 4월 10일 ~ 5월 15일, 신바시 연무장)

### 콘서트
- Johnny's Dome Theatre ~SUMMARY2012~ (2012년 9월 8일 ~ 9일, 도쿄 돔 시티 홀)
- 프레시 쟈니즈 Jr. IN 요코하마 아레나 (2012년 12월 16일, 요코하마 아레나)